# Première ligue canadienne 2022
Navigation
Édition précédente Édition suivante
La Première ligue canadienne 2022 est la 4e saison de la Première ligue canadienne, le championnat professionnel de soccer du Canada.

## Règlements

### Format de la compétition
Pendant la saison régulière, chaque club participe à vingt-huit rencontres, affrontant chaque adversaire deux fois à domicile et deux fois en déplacement. Au terme de la saison régulière, les quatre meilleurs clubs se qualifient pour les séries éliminatoires.
Les joueurs de moins de 21 ans de chaque club doivent accumuler plus de 2 000 minutes de jeu pendant la saison. Les clubs qui ne satisfont pas à ce critère seront interdits de participation aux séries éliminatoires. 
En raison des difficultés financières et du changement de propriétaire du FC Edmonton, la PLCan permet aux autres clubs dans la ligue de prêter des joueurs additionnels au FC Edmonton.

### Plafond salarial
Pour la saison 2022, le plafond salarial d’un club est de 2 150 000 dollars canadiens. Cependant, un club peut bénéficier d’un plafond additionnel (jusqu'à 100 000 dollars) pour recruter des joueurs de moins de 21 ans. La masse salariale globale pour les joueurs d’un club doit être comprise entre 1 200 000 dollars et 1 800 000 dollars. La masse salariale pour les entraîneurs d’un club doit être comprise entre 350 000 dollars et 550 000 dollars. Pour un joueur de moins de 21 ans, sous un contrat standard, seule la moitié du salaire est comptabilisé dans la masse salariale.

## Participants
| Participants    |                                |                          |
| Équipe          | Ville et province              | Entraîneur               |
| Atlético Ottawa | Ottawa, Ontario                | Carlos González (es)     |
| Cavalry FC      | Calgary, Alberta               | Thomas Wheeldon Jr. (en) |
| FC Edmonton     | Edmonton, Alberta              | Alan Koch (en)           |
| HFX Wanderers   | Halifax, Nouvelle-Écosse       | Stephen Hart             |
| Valour FC       | Winnipeg, Manitoba             | Phillip Dos Santos       |
| York United     | Région d'York, Ontario         | Martin Nash              |
| Forge FC        | Hamilton, Ontario              | Bobby Smyrniotis         |
| Pacific FC      | Langford, Colombie-Britannique | James Merriman           |

### Changements d'entraîneur
| Club            | Entraîneur(s) partant(s) | Motif du départ            | Date de départ   | Position   | Entraîneur(s) arrivant(s) | Date d'arrivée   |
| --------------- | ------------------------ | -------------------------- | ---------------- | ---------- | ------------------------- | ---------------- |
| York United     | Jim Brennan              | Démission                  | 23 novembre 2021 | Pré-saison | Martin Nash               | 21 décembre 2021 |
| Atlético Ottawa | Mista                    | Démission                  | 28 décembre 2021 | Pré-saison | Carlos González (es)      | 24 février 2022  |
| Pacific FC      | Pa-Modou Kah             | Contrat dans un autre club | 21 janvier 2022  | Pré-saison | James Merriman            | 21 janvier 2022  |

## Compétition

### Classement
En cas d'égalité, les critères suivants départagent les équipes :
1. Nombre de points
2. Nombre de points lors d'oppositions
3. Différence de buts générale
4. Nombre de buts marqués
5. Nombre de victoires
6. Nombre de minutes jouées par des joueurs de moins de 21 ans
7. Tirage à la pièce.

| Rang | Équipe          | Pts | J  | G  | N  | P  | Bp | Bc | Diff |
| ---- | --------------- | --- | -- | -- | -- | -- | -- | -- | ---- |
| 1    | Atlético Ottawa | 49  | 28 | 13 | 10 | 5  | 36 | 29 | +7   |
| 2    | Forge FC        | 47  | 28 | 14 | 5  | 9  | 47 | 25 | +22  |
| 3    | Cavalry FC      | 47  | 28 | 14 | 5  | 9  | 39 | 33 | +6   |
| 4    | Pacific FC T    | 46  | 28 | 13 | 8  | 7  | 36 | 33 | +3   |
| 5    | Valour FC       | 37  | 28 | 10 | 7  | 11 | 36 | 34 | +2   |
| 6    | York United     | 34  | 28 | 9  | 7  | 12 | 31 | 37 | -6   |
| 7    | HFX Wanderers   | 29  | 28 | 8  | 5  | 15 | 24 | 38 | -14  |
| 8    | FC Edmonton     | 20  | 28 | 4  | 8  | 16 | 31 | 51 | -20  |

- Qualification pour les séries éliminatoires.

### Résultats
| Résultats (▼dom., ►ext.)                                   | OTT | CAV | EDM | FOR | HFX | PAC | VAL | YOR | OTT | CAV | EDM | FOR | HFX | PAC | VAL | YOR |
| Atlético Ottawa                                            |     | 1-0 | 2-1 | 0-4 | 1-0 | 0-1 | 1-6 | 0-0 |     | 1-1 | 0-0 | 0-0 | 3-2 | 2-1 | 1-1 | 2-2 |
| Cavalry FC                                                 | 0-3 |     | 3-1 | 1-2 | 1-0 | 2-0 | 2-1 | 0-1 | 1-3 |     | 2-0 | 2-1 | 3-0 | 1-0 | 2-1 | 1-0 |
| FC Edmonton                                                | 1-2 | 0-3 |     | 3-4 | 1-2 | 0-0 | 1-1 | 1-1 | 1-0 | 0-1 |     | 1-1 | 3-2 | 2-3 | 3-1 | 3-0 |
| Forge FC                                                   | 1-1 | 2-2 | 3-0 |     | 1-0 | 3-0 | 0-1 | 1-3 | 0-1 | 2-1 | 5-1 |     | 1-0 | 0-1 | 3-1 | 2-0 |
| HFX Wanderers                                              | 0-2 | 2-2 | 3-1 | 0-4 |     | 1-0 | 1-0 | 1-0 | 1-2 | 0-0 | 1-1 | 0-3 |     | 0-2 | 1-0 | 2-4 |
| Pacific FC                                                 | 1-0 | 3-3 | 2-1 | 2-1 | 2-1 |     | 3-2 | 0-0 | 1-1 | 3-0 | 1-0 | 1-1 | 0-3 |     | 2-2 | 1-3 |
| Valour FC                                                  | 0-1 | 2-4 | 1-1 | 1-0 | 0-0 | 1-2 |     | 1-0 | 1-1 | 2-0 | 1-1 | 1-0 | 1-0 | 1-0 |     | 2-0 |
| York United                                                | 2-2 | 2-0 | 3-2 | 1-0 | 0-1 | 0-0 | 1-3 |     | 0-3 | 0-1 | 3-1 | 0-2 | 0-0 | 2-4 | 3-1 |     |
| - Victoire à domicile - Match nul - Victoire à l'extérieur |     |     |     |     |     |     |     |     |     |     |     |     |     |     |     |     |

### Séries éliminatoires

#### Tableau
|  | Demi-finales     | Demi-finales     | Demi-finales     | Demi-finales     |   |                 | Finale             | Finale             | Finale             | Finale             |
|  |                  |                  |                  |                  |   |                 |                    |                    |                    |                    |
|  | 15 et 23 octobre | 15 et 23 octobre | 15 et 23 octobre | 15 et 23 octobre |   |                 | 30 octobre, Ottawa | 30 octobre, Ottawa | 30 octobre, Ottawa | 30 octobre, Ottawa |
|  | 1                | Atlético Ottawa  | 2                | 1                |   |                 | 30 octobre, Ottawa | 30 octobre, Ottawa | 30 octobre, Ottawa | 30 octobre, Ottawa |
|  | 1                | Atlético Ottawa  | 2                | 1                |   |                 | 30 octobre, Ottawa | 30 octobre, Ottawa | 30 octobre, Ottawa | 30 octobre, Ottawa |
|  | 4                | Pacific FC       | 0                | 1                |   |                 | 30 octobre, Ottawa | 30 octobre, Ottawa | 30 octobre, Ottawa | 30 octobre, Ottawa |
|  | 4                | Pacific FC       | 0                | 1                | 1 | Atlético Ottawa | 0                  | 0                  |                    |                    |
|  | 15 et 23 octobre |                  |                  |                  | 1 | Atlético Ottawa | 0                  | 0                  |                    |                    |
|  |                  |                  | 2                | Forge FC         | 2 | 2               |                    |                    |                    |                    |
|  | 2                | Forge FC         | 2                | Forge FC         | 2 | 2               | 1                  | 2                  |                    |                    |
|  | 2                | Forge FC         |                  |                  |   |                 |                    | 2                  |                    |                    |
|  | 3                | Cavalry FC       | 1                | 1                |   |                 |                    |                    |                    |                    |
|  | 3                | Cavalry FC       | 1                | 1                |   |                 |                    |                    |                    |                    |

#### Demi-finales
| 15 octobre 2022 | Cavalry FC | 1 - 1   | Forge FC   | Stade ATCO, Spruce Meadows                 |                                            |
| 14h00 (UTC−7)   | Klomp 42e  | (1 - 0) | 47e Pacius | Spectateurs : 3 179 Arbitrage : Alain Ruch | Spectateurs : 3 179 Arbitrage : Alain Ruch |
| 14h00 (UTC−7)   | Rapport    |         |            | Spectateurs : 3 179 Arbitrage : Alain Ruch | Spectateurs : 3 179 Arbitrage : Alain Ruch |

| 23 octobre 2022 | Forge FC                          | 2 - 1   | Cavalry FC | Tim Hortons Field, Hamilton |                     |
| 17h00 (UTC−5)   | Choinière 69e · Pacius 75e (pen.) | (0 - 0) | 78e Bevan  | Spectateurs : 7 133         | Spectateurs : 7 133 |
| 17h00 (UTC−5)   | Rapport                           |         |            | Spectateurs : 7 133         | Spectateurs : 7 133 |

| 15 octobre 2022 | Pacific FC | 0 - 2   | Atlético Ottawa            | Stade Starlight, Langford                      |                                                |
| 16h00 (UTC−8)   |            | (0 - 0) | 77e Tabla · 90+5e Verhoven | Spectateurs : 3 759 Arbitrage : Mathieu Souaré | Spectateurs : 3 759 Arbitrage : Mathieu Souaré |
| 16h00 (UTC−8)   | Rapport    |         |                            | Spectateurs : 3 759 Arbitrage : Mathieu Souaré | Spectateurs : 3 759 Arbitrage : Mathieu Souaré |

| 23 octobre 2022 | Atlético Ottawa | 1 - 1   | Pacific FC           | Stade Place TD, Ottawa |                      |
| 14h00 (UTC−5)   | Shaw 83e        | (0 - 1) | 28e Meilleur-Giguère | Spectateurs : 10 428   | Spectateurs : 10 428 |
| 14h00 (UTC−5)   | Rapport         |         |                      | Spectateurs : 10 428   | Spectateurs : 10 428 |

#### Finale
| 30 octobre 2022 | Atlético Ottawa | 0 - 2   | Forge FC                       | Stade Place TD, Ottawa                       |                                              |
| 18h00 (UTC−5)   |                 | (0 - 1) | 28e Hojabrpour · 78e Choinière | Spectateurs : 16 992 Arbitrage : Filip Dujic | Spectateurs : 16 992 Arbitrage : Filip Dujic |
| 18h00 (UTC−5)   | Rapport         |         |                                | Spectateurs : 16 992 Arbitrage : Filip Dujic | Spectateurs : 16 992 Arbitrage : Filip Dujic |